# Marquesado de Villabrágima
El marquesado de Villabrágima es un título nobiliario español concedido por el rey Carlos II a Baltasar Enríquez de Cabrera y Álvarez de Toledo, caballero de la Orden de Santiago, el 21 de junio de 1693. Fue rehabilitado en 1914 por el rey Alfonso XIII en favor de Álvaro Figueroa y Alonso-Martínez, que se convirtió así en el segundo marqués de Villabrágima. Fue rehabilitado por segunda vez, en 2022, por el rey Felipe VI, en favor de Álvaro de Figueroa y Zapatería. 
Su denominación hace referencia a la localidad de Villabrágima, provincia de Valladolid.

## Marqueses de Villabrágima
|                                 | Titular                                    | Periodo                |
| Creación por Carlos II          | Creación por Carlos II                     | Creación por Carlos II |
| ------------------------------- | ------------------------------------------ | ---------------------- |
| i                               | Baltasar Enríquez de Cabrera y Toledo      | 1693 - ¿?              |
| Rehabilitación por Alfonso XIII |                                            |                        |
| ii                              | Álvaro de Figueroa y Alonso-Martínez       | 1914 - 1959            |
| iii                             | Álvaro de Figueroa y Fernández de Liencres | 1962 - 2012            |
| Rehabilitación por Felipe VI    |                                            |                        |
| iv                              | Álvaro de Figueroa y Zapatería             | Desde 2022             |

## Historia de los marqueses de Villabrágima
La lista de titulares es la siguiente:
- Baltasar Enríquez de Cabrera y Toledo, i marqués de Villabrágima e hijo de Juan Gaspar Enríquez de Cabrera y Sandoval, vi duque de Medina de Rioseco y ix conde de Melgar y de Elvira Álvarez de Toledo y Osorio Ponce de León. Le sucedió, en 1914, por rehabilitación:

- Álvaro de Figueroa y Alonso-Martínez (1893-1959), ii marqués de Villabrágima e hijo de Álvaro de Figueroa y Torres Sotomayor, i conde de Romanones y de Casilda Alonso-Martínez y Martín.

Se casó con Ana Fernández de Liencres y de la Viesca. Le sucedió, en 1962, su hijo:
- Álvaro de Figueroa y Fernández de Liencres, iii marqués de Villabrágima. Le sucedió, en 2022, por rehabilitación, su hijo:[2]

- Álvaro de Figueroa y Zapatería, iv marqués de Villabrágima.